# I'd rather go blind
I'd rather go blind is een lied geschreven door Ellington Jordan en Billy Foster.

## Etta James
Jordan schreef de basis voor het lied en Etta James hoorde dat terwijl zij Jordan in de gevangenis opzocht. James completeerde het lied, maar gunde de auteursrechten aan haar toenmalige partner Billy Foster. Etta James was wel de eerste die het lied opnam, het verscheen op haar album Tell Mama en als B-kant op de single met dezelfde titel. Dat plaatje haalde plaats 23 in de Billboard Hot 100 in 1968. Geen succes in Europa vooralsnog met dit nummer dat is opgenomen in de FAME Studio in Muscle Shoals, Alabama.
Het lied werd door tal van artiesten opgenomen en is een soort evergreen geworden. Onder meer Clarence Carter (blind van geboorte), Little Milton, Chicken Shack, Koko Taylor, Man Man, Rod Stewart, B.B. King, Paul Weller, Ruby Turner, Marcia Ball, Sydney Youngblood, Beth Hart (op het album Don't Explain, met Joe Bonamassa), Mick Hucknall en Beyoncé zetten het op plaat. Beyoncé zingt het in de film Cadillac Records waarin zij de rol van Etta James speelt.

### NPO Radio 2 Top 2000
| Nummer met noteringen in de NPO Radio 2 Top 2000 | '19  | '20  | '21  | '22  | '23  | '24  |
| ------------------------------------------------ | ---- | ---- | ---- | ---- | ---- | ---- |
| I'd Rather Go Blind                              | 1717 | 1416 | 1380 | 1629 | 1442 | 1647 |

1. ↑  Een vetgedrukt getal geeft de hoogste notering aan.
2. ↑  2019 was het eerste jaar met een notering voor dit nummer.

## Chicken Shack
I’d rather go blind is een single van Chicken Shack. Het is als tussendoortje verschenen, zonder dat het op een van de muziekalbums terechtkwam. In Chicken Shack zat toen zangeres/toetsenist Christine Perfect.

### Hitnotering

#### Nederlandse Top 40
| Hitnotering: week 29 t/m 33 in 1969 | Hitnotering: week 29 t/m 33 in 1969 | Hitnotering: week 29 t/m 33 in 1969 | Hitnotering: week 29 t/m 33 in 1969 | Hitnotering: week 29 t/m 33 in 1969 | Hitnotering: week 29 t/m 33 in 1969 | Hitnotering: week 29 t/m 33 in 1969 |
| Week:                               | 1                                   | 2                                   | 3                                   | 4                                   | 5                                   |                                     |
| ----------------------------------- | ----------------------------------- | ----------------------------------- | ----------------------------------- | ----------------------------------- | ----------------------------------- | ----------------------------------- |
| Positie:                            | 37                                  | 28                                  | 21                                  | 20                                  | 33                                  | uit                                 |

| Hitnotering: week 12 t/m 18 in 1974 | Hitnotering: week 12 t/m 18 in 1974 | Hitnotering: week 12 t/m 18 in 1974 | Hitnotering: week 12 t/m 18 in 1974 | Hitnotering: week 12 t/m 18 in 1974 | Hitnotering: week 12 t/m 18 in 1974 | Hitnotering: week 12 t/m 18 in 1974 | Hitnotering: week 12 t/m 18 in 1974 | Hitnotering: week 12 t/m 18 in 1974 |
| Week:                               | 1                                   | 2                                   | 3                                   | 4                                   | 5                                   | 6                                   | 7                                   |                                     |
| ----------------------------------- | ----------------------------------- | ----------------------------------- | ----------------------------------- | ----------------------------------- | ----------------------------------- | ----------------------------------- | ----------------------------------- | ----------------------------------- |
| Positie:                            | 35                                  | 29                                  | 25                                  | 20                                  | 18                                  | 27                                  | 32                                  | uit                                 |

#### NederlandseDaverende 30
| Hitnotering: 2-8-1969 t/m 30-8-1969 | Hitnotering: 2-8-1969 t/m 30-8-1969 | Hitnotering: 2-8-1969 t/m 30-8-1969 | Hitnotering: 2-8-1969 t/m 30-8-1969 | Hitnotering: 2-8-1969 t/m 30-8-1969 | Hitnotering: 2-8-1969 t/m 30-8-1969 |
| Week:                               | 1                                   | 2                                   | 3                                   | 4                                   |                                     |
| ----------------------------------- | ----------------------------------- | ----------------------------------- | ----------------------------------- | ----------------------------------- | ----------------------------------- |
| Positie:                            | 30                                  | 21                                  | 24                                  | 27                                  | uit                                 |

| Hitnotering: 30-3-1974 t/m 3-5-1974 | Hitnotering: 30-3-1974 t/m 3-5-1974 | Hitnotering: 30-3-1974 t/m 3-5-1974 | Hitnotering: 30-3-1974 t/m 3-5-1974 | Hitnotering: 30-3-1974 t/m 3-5-1974 | Hitnotering: 30-3-1974 t/m 3-5-1974 | Hitnotering: 30-3-1974 t/m 3-5-1974 |
| Week:                               | 1                                   | 2                                   | 3                                   | 4                                   | 5                                   |                                     |
| ----------------------------------- | ----------------------------------- | ----------------------------------- | ----------------------------------- | ----------------------------------- | ----------------------------------- | ----------------------------------- |
| Positie:                            | 30                                  | 23                                  | 22                                  | 25                                  | 28                                  | uit                                 |

#### Britse Single Top 50
| Hitnotering: 10-5-1969 t/m 8-8-1969 | Hitnotering: 10-5-1969 t/m 8-8-1969 | Hitnotering: 10-5-1969 t/m 8-8-1969 | Hitnotering: 10-5-1969 t/m 8-8-1969 | Hitnotering: 10-5-1969 t/m 8-8-1969 | Hitnotering: 10-5-1969 t/m 8-8-1969 | Hitnotering: 10-5-1969 t/m 8-8-1969 | Hitnotering: 10-5-1969 t/m 8-8-1969 | Hitnotering: 10-5-1969 t/m 8-8-1969 | Hitnotering: 10-5-1969 t/m 8-8-1969 | Hitnotering: 10-5-1969 t/m 8-8-1969 | Hitnotering: 10-5-1969 t/m 8-8-1969 | Hitnotering: 10-5-1969 t/m 8-8-1969 | Hitnotering: 10-5-1969 t/m 8-8-1969 | Hitnotering: 10-5-1969 t/m 8-8-1969 |
| Week:                               | 1                                   | 2                                   | 3                                   | 4                                   | 5                                   | 6                                   | 7                                   | 8                                   | 9                                   | 10                                  | 11                                  | 12                                  | 13                                  |                                     |
| ----------------------------------- | ----------------------------------- | ----------------------------------- | ----------------------------------- | ----------------------------------- | ----------------------------------- | ----------------------------------- | ----------------------------------- | ----------------------------------- | ----------------------------------- | ----------------------------------- | ----------------------------------- | ----------------------------------- | ----------------------------------- | ----------------------------------- |
| Positie:                            | 39                                  | 44                                  | 26                                  | 28                                  | 17                                  | 19                                  | 14                                  | 17                                  | 18                                  | 22                                  | 35                                  | 41                                  | 47                                  | uit                                 |

#### NPO Radio 2 Top 2000
| Nummer met noteringen in de NPO Radio 2 Top 2000 | '99  | '00 | '01 | '02 | '03  | '04 | '05  | '06  | '07  | '08  | '09  | '10  | '11  | '12  | '13  | '14  | '15  |
| ------------------------------------------------ | ---- | --- | --- | --- | ---- | --- | ---- | ---- | ---- | ---- | ---- | ---- | ---- | ---- | ---- | ---- | ---- |
| I'd Rather Go Blind                              | 1061 | 630 | 833 | 828 | 1036 | 914 | 1249 | 1441 | 1330 | 1177 | 1586 | 1718 | 1884 | 1615 | 1726 | 1853 | 1915 |

1. ↑  Een vetgedrukt getal geeft de hoogste notering aan.
2. ↑  Deze tabel is bijgewerkt tot en met de laatste editie (2024).